# Mydaea discocerca
Mydaea discocerca este o specie de muște din genul Mydaea, familia Muscidae, descrisă de Feng în anul 2000.
Este endemică în Sichuan. Conform Catalogue of Life specia Mydaea discocerca nu are subspecii cunoscute.